# 遊園驚夢
遊園驚夢，明代湯顯祖《牡丹亭》一摺。原作統稱《驚夢》，崑曲《牡丹亭》中分為《遊園》與《驚夢》兩摺，描述南宋南安太守杜寶之女杜麗娘，十六歲時與侍女春香到後花園春遊，見斷井頹垣，陡起傷春之感。歸房後，夢中與書生柳夢梅至後園相會，訂情而別。湯顯祖原作中“觀之不足由他繾……”的一支曲牌並不叫「尾聲」，而叫「隔尾」，戲至此未完。在乾隆年間《綴白裘》裏已分爲《遊園》和《驚夢》兩摺，[隔尾]也改成[尾聲]了。
2007年，中國第一顆探月衛星嫦娥一號中，也特別選用這首歌曲搭載。

## 改编作品

### 崑曲電影
中華人民共和國成立后，1959年在北京開拍電影版，1960年殺青，公開上映。
這部片請崔嵬擔任藝術指導，崑曲傳習所出身的朱傳茗、方傳芸、鄭傳鑑擔任崑曲音樂藝術顧問，辛清華、蘇榮宗配曲，許珂導演。
華傳浩飾杜母，梅蘭芳飾杜麗娘，俞振飛飾柳夢梅，梅蘭芳的學生言慧珠飾春香。
這是梅蘭芳最後一部崑曲電影、最後一部彩色電影和梅蘭芳劇組篇幅最長的一部崑曲電影。

### 小说
白先勇將此崑曲以意識流方式創作成短篇小說《遊園驚夢》。小說主角是崑曲女伶藍田玉，在秦淮河得月台以一齣《遊園驚夢》演唱杜麗娘的角色打動國府軍事將領錢鵬志的心，於是迎為夫人，希望用歌聲常伴晚年。當時錢將軍年事已高，她才二十歲，錢將軍把她視為已出，享盡榮華富貴。因為「長錯了一根骨頭」，她戀上錢將軍的參謀鄭彥青，發生性行為。後來錢夫人的親妹月月紅把鄭彥青搶去，令錢夫人傷心不已。不久，中國共產黨在國共內戰中勝出，錢鵬志撒手西歸。在一次參加桂枝香（竇夫人）宴會中，重逢舊故，有人清唱崑曲「遊園驚夢」，使她觸景生情，滿懷感傷，往事歷歷如現。

## 部分劇詞
原來姹紫嫣紅開遍，似這般都付與斷井頹垣。
良辰美景奈何天，賞心樂事誰家院！
朝飛暮捲，雲霞翠軒；雨絲風片，煙波畫船
──錦屏人忒看的這韶光賤！
遍青山啼紅了杜鵑，荼䕷外煙絲醉輭。
春香呵，牡丹雖好，他春歸怎占的先！
閒凝眄，生生燕語明如翦，嚦嚦鶯歌溜的圓。